# Блакитне і зелене
«Блакитне і зелене» (рос. «Голубое и зеленое») — радянський телевізійний короткометражний художній фільм 1970 року режисера В. Греся за мотивами однойменного оповідання (1956 року) і сценарієм письменника Ю.П. Казакова

## Сюжет
Екранізація однойменного оповідання Юрія Казакова, написаного від першої особи — юнака Олексія: про першу любов, про юність і сумне прощання з нею. 

Олексій вперше в житті закохується і обожнює свою дівчину. Але незабаром вона виходить заміж за іншого...  

## У ролях
- У головних ролях школярі:
  - Валентина Скрибка — Ліля (роль озвучила Марія Виноградова) 
  - Сергій Суховєрхов — Альоша
- Сергій Іванов — Митя
- Ірина Кихтьова — знайома Миті
- Володимир Петров — Віктор
- Лев Перфілов — Лев, дядько Альоші
- Маргарита Криницина — тітка Альоші
- Вітольд Янпавліс — офіціант
- Віктор Панченко — перехожий в парку (немає в титрах)
- Борис Александров — чоловік у лісі (немає в титрах)
- Володимир Кисленко — хлопець у лісі (немає в титрах)

## Знімальна група
- Автор сценарію: Юрій Казаков
- Режисер-постановник: Віктор Гресь
- Оператор-постановник: Віталій Зимовець
- Композитор: Едуард Хагагортян
- Художник-постановник: Едуард Шейкін
- Художник по костюмах: А. Арсеньєва
- Художник по гриму: Е. Кот
- Звукооператор: А. Ковтун
- Режисер: О. Бойцова
- Оператори: Костянтин Лавров, Л. Ребракова
- Режисер монтажу: С. Роженко
- У картині звучить старовинний вальс «Осінній сон» (1908 рік, «Dream of Autumn») композитора Арчибальда Джойса
- Редактор: Інеса Размашкіна
- Директор картини: Алла Титова